# Puits quantique
Pour les articles homonymes, voir Puits.
Un puits quantique est une zone de l'espace dans laquelle le potentiel ressenti par une particule quantique atteint un minimum. Il s'agit d'un puits de potentiel dont les petites dimensions entraînent une différence entre les prédictions de la mécanique classique et celles de la mécanique quantique. L'équation de Schrödinger prévoit en effet que l'énergie de la particule évoluant dans un tel puits est quantifiée. L'étude de puits quantiques de forme variée (puits carré, puits harmonique, couplage entre deux puits voisins…) fait partie intégrante de l'apprentissage de la mécanique quantique,,.
Un puits quantique désigne également une hétérostructure de semi-conducteurs qui est la plus proche réalisation pratique des puits de potentiel étudiés dans les cours de mécanique quantique. Dans ce cas, le puits quantique s'obtient en réduisant la dimension du solide dans une des directions de l'espace à une valeur proche de la longueur d'onde de De Broglie de la particule (typiquement quelques dizaines de nanomètres). Le mouvement des électrons et des trous est alors confiné dans une direction de l'espace et libre dans les deux autres directions (confinement 1D). Le mouvement des porteurs dans la direction du confinement est discrétisé, donnant lieu à des bandes d'énergie.
Des puits quantiques peuvent parfois se former de manière « naturelle » dans certains matériaux artificiels, comme les cristaux inorganiques ou molécules organiques. Cependant, dans la très grande majorité des cas, ils sont obtenus par une structuration volontaire et très précise des matériaux utilisés à l'échelle nanométrique.
Un confinement 1D peut être obtenu avec un puits quantique, 2D avec un fil quantique (en), 3D avec une boîte quantique.

## Puits de potentiel en mécanique quantique
L'étude des puits de potentiel en mécanique quantique est celle de l'équation de Schrödinger
{\displaystyle -{\frac {\hbar ^{2}}{2m}}\Delta \psi (\mathbf {r} ,t)+V(\mathbf {r} )\psi (\mathbf {r} ,t)=i\hbar {\frac {\partial }{\partial t}}\psi (\mathbf {r} ,t)\qquad \mathrm {ou} \qquad -{\frac {\hbar ^{2}}{2m}}{\frac {\partial ^{2}}{\partial r^{2}}}\psi (\mathbf {r} ,t)+V(\mathbf {r} )\psi (\mathbf {r} ,t)=i\hbar {\frac {\partial }{\partial t}}\psi (\mathbf {r} ,t)}
avec {\displaystyle {\hbar }={\frac {h}{2\pi }}}
pour différentes formes de la fonction V(r) (énergie potentielle). Puisque le hamiltonien ne dépend pas explicitement du temps, on peut chercher des solutions sous la forme d'états stationnaires, c'est-à-dire pour lesquels la fonction d'onde s'écrit
{\displaystyle \psi (\mathbf {r} ,t)=\psi (\mathbf {r} )e^{-i{\frac {E}{\hbar }}t}}
et (ψ(r) , E) sont solution du problème aux valeurs propres suivant (équation de Schrödinger indépendante du temps) :
{\displaystyle -{\frac {\hbar ^{2}}{2m}}\Delta \psi (\mathbf {r} )+V(\mathbf {r} )\psi (\mathbf {r} )=E\psi (\mathbf {r} ).}
Si la particule n'est pas à l'instant initial dans un état stationnaire, sa fonction d'onde peut se décomposer sur la base des fonctions propres trouvées ci-dessus de manière à connaître l'évolution du système au cours du temps. On considère souvent un espace à une dimension : V=V(x), ψ=ψ(x).

### Puits de potentiel harmonique
Dans ce cas, on a
{\displaystyle V(x)={\frac {1}{2}}m\omega _{0}^{2}x^{2}.}
Les énergies propres sont quantifiées :
{\displaystyle E_{n}=(n+1/2)\hbar \omega _{0}.}
La fonction d'onde de l'état fondamental est une gaussienne centrée en 0 et les états excités peuvent s'exprimer à partir des polynômes d'Hermite.

### Puits de potentiel carré avec barrière infinie
Dans ce cas, on a
{\displaystyle V(x)={\begin{cases}-U_{0},&{\text{si }}|x|<L/2{\text{ (puits)}}\\\infty ,&{\text{si }}|x|>L/2{\text{ (barriere)}}\end{cases}}}
La deuxième ligne revient à dire que ψ(x) = 0 en x = ±L/2. Les énergies propres sont quantifiées :
{\displaystyle E_{n}=-U_{0}+{\frac {1}{2m}}\left({\frac {n\pi \hbar }{L}}\right)^{2}.}
Les fonctions propres sont des sinusoïdes :
{\displaystyle \psi _{n}(x)={\begin{cases}{\sqrt {\frac {2}{L}}}\cos \left[{\frac {n\pi }{L}}x\right],&{\text{si }}n{\text{ est impair}}\\{\sqrt {\frac {2}{L}}}\sin \left[{\frac {n\pi }{L}}x\right],&{\text{si }}n{\text{ est pair}}\end{cases}}}

### Puits de potentiel carré avec barrière finie
Dans ce cas, on a
{\displaystyle V(x)={\begin{cases}-U_{0},&{\text{si }}|x|<L/2{\text{ (puits)}}\\0,&{\text{si }}|x|>L/2{\text{ (barriere)}}\end{cases}}}

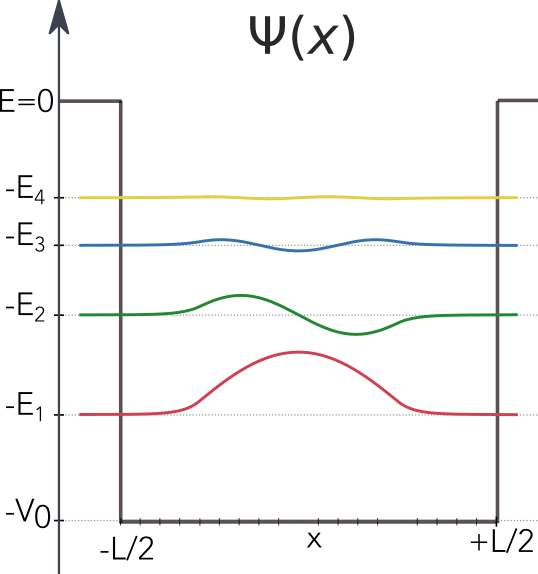
Niveaux d'énergie d'un puits quantique de profondeur U0 et de largeur L

Les énergies propres situées entre -U0 et 0 sont quantifiées et il existe un continuum d'états d'énergies positives.
En résolvant l'équation de Schrodinger dans le puits, nous obtenons les différentes énergies propres :
{\displaystyle E_{n}={\frac {\hbar ^{2}k_{n}^{2}}{2m}}.} Où {\displaystyle k_{n}}sont les vecteurs d'onde propres, obtenus en résolvant numériquement l'équation suivantes :
{\displaystyle tan\left({\frac {kL}{2}}\right)={\frac {\alpha }{k}}} où, {\displaystyle \alpha ={\sqrt {\frac {2m(E+U_{0})}{\hbar ^{2}}}}} .

## Puits quantiques de semi-conducteur
Dans les semi-conducteurs, un puits quantique peut s'obtenir par l'empilement successif de couches planes de différents matériaux, par exemple un matériau de petit gap entouré de chaque côté par un matériau de plus grand gap. Dans ce cas, les électrons voient un puits de potentiel carré avec une barrière de hauteur finie.
Puits de type I/II

### Fabrication
Le développement des puits quantiques a grandement profité des progrès réalisé en croissance des matériaux et sont principalement fabriqués par épitaxie par jet moléculaire ou par dépôt chimique en phase vapeur. Dans ces techniques, un substrat cristallin plan est utilisé pour y déposer des couches de matériaux. En contrôlant les quantités relatives des espèces chimiques qui sont introduites dans le bâti de croissance, on peut former des alliages de divers matériaux. Le système de matériaux GaAs/AlAs et leurs alliages ont été particulièrement étudiés, car le paramètre de maille de GaAs n'est différent de celui de l'AlAs que de 0,14 %, permettant une croissance d'alliages AlxGa1-xAs sans accumulation de contrainte et donc sans brisure. D'autre part, la croissance relativement lente permet un contrôle à la monocouche atomique près. En jouant sur la composition des matériaux, on peut créer des structures d'une très grande complexité, telles par exemple que les lasers à cascade quantique.
Rugosité des interfaces, croissance 2D ou 3D

### Applications
En raison de leur nature quasi bidimensionnelle, les électrons dans les puits quantiques ont une densité d'états en fonction de l'énergie qui a des niveaux distincts, par opposition à une dépendance continue en racine carrée trouvée dans les matériaux massifs. De plus, la masse effective des trous dans la bande de valence est modifiée pour correspondre plus étroitement à celle des électrons dans la bande de valence. Ces deux facteurs, associés à la quantité réduite de matériau actif dans les puits quantiques, entraînent de meilleures performances dans les dispositifs optiques tels que les diodes laser. En conséquence, les puits quantiques sont largement utilisés dans les diodes laser, y compris les lasers rouges pour les DVD et les pointeurs laser, les lasers infrarouges dans les émetteurs à fibre optique ou les lasers bleus. Ils sont également utilisés pour fabriquer des HEMT (transistors à haute mobilité électronique), utilisés dans l’électronique à faible bruit. Les photodétecteurs infrarouges à puits quantiques reposent également sur les puits quantiques et sont utilisés pour l’imagerie infrarouge.
En dopant soit le puits lui-même, soit de préférence la barrière d'un puits quantique avec des impuretés donneuses, un gaz d'électrons bidimensionnel (2DEG) peut être formé. Une telle structure constitue le canal conducteur d'un HEMT et présente des propriétés intéressantes à basse température. L’une de ces propriétés est l’effet Hall quantique, observé à des champs magnétiques élevés. Les dopants accepteurs peuvent également conduire à un gaz de trou bidimensionnel (2DHG).
Optoélectronique
- LED
- Diode laser
- Laser à cascade quantique
- Modulateur à électroabsorption
- QWIPs

Électronique
- HEMT pour les radiofréquences
- Absorbeur saturable : Un puits quantique peut être fabriqué en tant qu'absorbant saturable en utilisant sa propriété d'absorption saturable. Les absorbeurs saturables sont largement utilisés dans les lasers à verrouillage passif. Les absorbeurs saturables semi-conducteurs (SESAM) ont été utilisés pour le verrouillage de mode laser dès 1974, lorsque le germanium de type p était utilisé pour verrouiller le mode d’un laser à CO2 produisant des impulsions d’environ 500 ps. Les SESAM modernes sont des puits quantiques uniques (SQW) ou des puits quantiques multiples (MQW) à semiconducteurs III-V développés sur des réflecteurs de Bragg distribués à semi-conducteurs (DBR). Ils étaient initialement utilisés dans un schéma RPM (Resonant Pulse Modelocking) en tant que mécanismes de départ pour les lasers Ti:saphir qui utilisaient KLM comme absorbant rapide et saturable. RPM est une autre technique de verrouillage de mode à cavité couplée. Différent des lasers APM qui utilisent une non-linéarité de phase de type Kerr non résonante pour le raccourcissement des impulsions, RPM utilise la non-linéarité en amplitude fournie par les effets de remplissage de bande résonnante des semi-conducteurs. Les SESAM ont rapidement été transformés en dispositifs d'absorption saturable intracavité en raison de la simplicité inhérente à cette structure. Depuis lors, l'utilisation de SESAM a permis d'améliorer de plusieurs ordres de grandeur les durées d'impulsion, les puissances moyennes, les énergies d'impulsion et les taux de répétition des lasers à l'état solide ultra-rapides. Une puissance moyenne de 60 W et un taux de répétition allant jusqu'à 160 GHz ont été obtenus. En utilisant KLM assisté par SESAM, des impulsions inférieures à 6 fs ont été obtenues directement à partir d'un oscillateur Ti:saphir. Un avantage majeur des systèmes SESAM par rapport aux autres techniques d'absorption saturable est que les paramètres d'absorbeur peuvent être facilement contrôlés sur une large plage de valeurs. Par exemple, la fluence de saturation peut être contrôlée en faisant varier la réflectivité du réflecteur supérieur, tandis que la profondeur de modulation et le temps de récupération peuvent être ajustés en modifiant les conditions de croissance à basse température pour les couches d'absorbeur. Cette liberté de conception a encore étendu l'application des SESAM à la modélisation de lasers à fibre optique où une profondeur de modulation relativement élevée est nécessaire pour assurer un démarrage automatique et une stabilité de fonctionnement. Les lasers à fibre optique fonctionnant à environ 1 μm et 1,5 μm ont été démontrés avec succès[5].
- Thermoélectricité : Les puits quantiques se sont révélés prometteurs pour la récupération d’énergie en tant que dispositifs thermoélectriques. Ils sont supposés être plus faciles à fabriquer et offrent la possibilité de fonctionner à température ambiante. Les puits relient une cavité centrale à deux réservoirs électroniques. La cavité centrale est maintenue à une température plus élevée que celle des réservoirs. Les puits agissent comme des filtres qui permettent aux électrons de certaines énergies de passer. En général, des écarts de température plus importants entre la cavité et les réservoirs augmentent le flux d'électrons et la puissance de sortie[6],[7].Un dispositif expérimental a fourni une puissance de sortie d’environ 0,18 W / cm2 pour une différence de température de 1 K, soit presque le double de la puissance d’un récupérateur d’énergie à points quantiques. Les degrés de liberté supplémentaires permettaient des courants plus importants. Son efficacité est légèrement inférieure à celle des récupérateurs d’énergie à points quantiques. Les puits quantiques transmettent des électrons de toute énergie dépassant un certain niveau, tandis que les points quantiques ne transmettent que des électrons d'une énergie spécifique. Une application possible consiste à convertir la chaleur perdue des circuits électriques, par ex. dans les puces informatiques, de nouveau en électricité, réduisant le besoin de refroidissement et d'énergie pour alimenter la puce[6].